# Liste der Staatsoberhäupter 1928
Übersicht
◄◄ | ◄ | 1924 | 1925 | 1926 | 1927 | Liste der Staatsoberhäupter 1928 | 1929 | 1930 | 1931 | 1932 | ► | ►►

Weitere Ereignisse

## Afrika
- Ägypten (1914–1936 britisches Protektorat)
  - Staatsoberhaupt: König Fu'ād I. (1917–1936) (bis 1922 Sultan)
  - Regierungschef:
    - Ministerpräsident Abdel Khalek Sarwat Pascha (1922, 1927–16. März 1928)
    - Ministerpräsident Mustafa an-Nahhas Pascha (16. März 1928–27. Juni 1928, 1930, 1936–1937, 1942–1944, 1950–1952)
    - Ministerpräsident Muhammad Mahmoud Pascha (27. Juni 1928–1929, 1937–1939)

  - Britischer Hochkommissar: George Lloyd, 1. Baron Lloyd (1925–1929)

- Äthiopien
  - Staats- und Regierungschef: Kaiserin Zauditu (1916–1930)
    - Regent: Ras Tafari Makonnen (1916–1930) (1930–1974 Kaiser)

- Liberia
  - Staats- und Regierungschef: Präsident Charles D. B. King (1920–1930)

- Südafrika
  - Staatsoberhaupt: König Georg V. (1910–1936)
    - Generalgouverneur: Alexander Cambridge, 1. Earl of Athlone (1924–1931)

  - Regierungschef: Ministerpräsident J.B.M. Hertzog (1924–1939)

## Amerika

### Nordamerika
- Kanada
  - Staatsoberhaupt: König Georg V. (1910–1936)
    - Generalgouverneur: Freeman Freeman-Thomas, 1. Viscount Willingdon (1926–1931) (1931–1936 Vizekönig von Indien)

  - Regierungschef: Premierminister William Lyon Mackenzie King (1921–1926, 1926–1930, 1935–1948)

- Mexiko
  - Staats- und Regierungschef:
    - Präsident Plutarco Elías Calles (1924–30. November 1928)
    - Präsident Emilio Portes Gil (1. Dezember 1928–1930)

- Neufundland
  - Staatsoberhaupt: König Georg V. (1910–1936)
    - Gouverneur:
      - William Allardyce (1922–Oktober 1928)
      - John Middleton (Oktober 1928–1932)

  - Regierungschef:
    - Premierminister Walter Stanley Monroe (1924–August 1928)
    - Premierminister Frederick Alderdice (August 1928–17. November 1928, 1932–1934)
    - Premierminister Richard Squires (1919–1923, 17. November 1928–1932)

- Vereinigte Staaten von Amerika
  - Staats- und Regierungschef: Präsident Calvin Coolidge (1923–1929)

### Mittelamerika
- Costa Rica
  - Staats- und Regierungschef:
    - Präsident Ricardo Jiménez Oreamuno (1910–1914, 1924–8. Mai 1928, 1932–1936)
    - Präsident Cleto González Víquez (1960–1910, 8. Mai 1928–1932)

- Dominikanische Republik
  - Staats- und Regierungschef: Präsident Horacio Vásquez (1899, 1902–1903, 1924–1930)

- El Salvador
  - Staats- und Regierungschef: Präsident Pío Romero Bosque (1927–1931)

- Guatemala
  - Staats- und Regierungschef: Präsident Lázaro Chacón González (1926–1931)

- Haiti (1915–1934 von den USA besetzt)
  - Staats- und Regierungschef: Präsident Louis Bornó (1922–1930)

- Honduras
  - Staats- und Regierungschef: Präsident Miguel Paz Barahona (1925–1929)

- Kuba
  - Staats- und Regierungschef: Präsident Gerardo Machado (1925–1933)

- Nicaragua
  - Staats- und Regierungschef: Präsident Adolfo Díaz (1911–1917, 1926–1929)

- Panama
  - Staats- und Regierungschef:
    - Präsident Rodolfo Chiari (1924–1. Oktober 1928)
    - Präsident Florencio Harmodio Arosemena (1. Oktober 1928–1931)

### Südamerika
- Argentinien
  - Staats- und Regierungschef:
    - Präsident Marcelo Torcuato de Alvear (1922–12. Oktober 1928)
    - Präsident Hipólito Yrigoyen (1916–1920, 12. Oktober 1928–1930)

- Bolivien
  - Staats- und Regierungschef: Präsident Hernando Siles Reyes (1926–1930)

- Brasilien
  - Staats- und Regierungschef: Präsident Washington Luís Pereira de Sousa (1926–1930)

- Chile
  - Staats- und Regierungschef: Präsident Carlos Ibáñez del Campo (1927–1931, 1952–1958)

- Ecuador
  - Staats- und Regierungschef: Präsident Isidro Ayora (1926–1931)

- Kolumbien
  - Staats- und Regierungschef: Präsident Miguel Abadía Méndez (1926–1930)

- Paraguay
  - Staats- und Regierungschef:
    - Präsident Eligio Ayala (1923–1924, 1924–15. August 1928)
    - Präsident José Patricio Guggiari (15. August 1928–1932)

- Peru
  - Staatsoberhaupt: Präsident Augusto B. Leguía y Salcedo (1908–1912, 1919–1930) (1904–1907 Ministerpräsident)
  - Regierungschef: Ministerpräsident Pedro José Rada y Gamio (1926–1929)

- Uruguay
  - Staats- und Regierungschef: Präsident Juan Campisteguy (1927–1931)

- Venezuela
  - Staats- und Regierungschef: Präsident Juan Vicente Gómez (1909–1910, 1910–1914, 1922–1929, 1931–1935)

## Asien

### Ost-, Süd- und Südostasien
- Bhutan
  - Herrscher: König Jigme Wangchuk (1926–1952)

- China
  - Staatsoberhaupt:
    - Präsident Zhāng Zuòlín (1927–2. Juni 1928)
    - Vorsitzender der Nationalregierung Chiang Kai-shek (10. Oktober 1928–1931, 1943–1948)

  - Regierungschef:
    - Ministerpräsident Pan Fu (1927–2. Juni 1928)
    - Vorsitzender des Exekutiven Yuan Tan Yankai (2. Juni 1928–1930)

- Britisch-Indien
  - Kaiser: Georg V. (1910–1936)
  - Vizekönig: Edward Frederick Lindley Wood (1926–1931)

- Japan
  - Staatsoberhaupt: Kaiser Hirohito (1926–1989)
  - Regierungschef: Premierminister Tanaka Giichi (1927–1929)

- Nepal
  - Staatsoberhaupt: König Tribhuvan (1911–1950, 1952/53)
  - Regierungschef: Ministerpräsident Chandra Shamsher Jang Bahadur Rana (1901–1929)

- Thailand
  - Herrscher: König Prajadhipok (1925–1935)

### Vorderasien
- Irak
  - Staatsoberhaupt: König Faisal I. (1921–1933)
  - Regierungschef:
    - Ministerpräsident Jafar al-Askari (1923/24, 1926–31. Dezember 1927)
    - Ministerpräsident Abd al-Muhsin as-Sa'dun (1922/1923, 1925/1926, 14. Januar 1928–1929, 1929)

- Nordjemen
  - Herrscher: König Yahya bin Muhammad (1904–1948)

- Kuwait
  - Herrscher: Emir Ahmad Al-Jaber Al-Sabah (1921–1950)

- Persien (heute: Iran)
  - Staatsoberhaupt: Schah Reza Schah Pahlavi (1925–1941)
  - Regierungschef: Ministerpräsident Mehdi Qoli Khan Hedayat (Mokhber-ol Saltaneh) (1927–1933)

- Transjordanien (heute: Jordanien)
  - Herrscher: Emir Abdallah ibn Husain I. (1921–1951)

### Zentralasien
- Afghanistan
  - Herrscher: Emir Amanullah Khan (1919–1929)

- Mongolei
  - Staatsoberhaupt: Vorsitzender des Präsidiums des Kleinen Staats-Churals Dschamtsangiin Damdinsüren (1927–1929)
  - Regierungschef:
    - Ministerpräsident Balingiin Tserendordsch Beyse (1923–13. Februar 1928)
    - Ministerpräsident Anandyn Amar (21. Februar 1928–1930, 1936–1939)

- Tibet
  - Herrscher: Dalai Lama Thubten Gyatso (1878–1933)

## Australien und Ozeanien
- Australien
  - Staatsoberhaupt: König Georg V. (1910–1936)
  - Gouverneur: Generalgouverneur John Lawrence Baird, 1. Baron Stonehaven (1925–1930)
  - Regierungschef: Premierminister Stanley Melbourne Bruce (1923–1929)

- Neuseeland
  - Staatsoberhaupt: König Georg V. (1910–1936)
  - Gouverneur: Generalgouverneur Charles Fergusson (1924–1929)
  - Regierungschef:
    - Premierminister Joseph Gordon Coates (1925–10. Dezember 1928)
    - Premierminister Joseph Ward (1906–1912, 10. Dezember 1928–1930)

## Europa
- Albanien
  - Staatsoberhaupt: König Ahmet Zogu (1925–1939) (1922–1924 und 1925 Ministerpräsident, 1925–1928 Präsident)
  - Regierungschef: Ministerpräsident Kostaq Kota (10. September 1928–1930, 1936–1939)

- Andorra
  - Co-Fürsten:
    - Staatspräsident von Frankreich: Gaston Doumergue (1924–1931)
    - Bischof von Urgell: Justí Guitart i Vilardebò (1920–1940)

- Belgien
  - Staatsoberhaupt: König Albert I. (1909–1934)
  - Regierungschef: Ministerpräsident Henri Jaspar (1926–1931)

- Bulgarien
  - Staatsoberhaupt: Zar Boris III. (1918–1943)
  - Regierungschef: Ministerpräsident Andrei Ljaptschew (1926–1931)

- Dänemark
  - Staatsoberhaupt: König Christian X. (1912–1947) (1918–1944 König von Island)
  - Regierungschef: Ministerpräsident Thomas Madsen-Mygdal (1926–1929)

- Deutsches Reich
  - Staatsoberhaupt: Reichspräsident Paul von Hindenburg (1925–1934)
  - Regierungschef:
    - Reichskanzler Wilhelm Marx (1923–1925, 1926–12. Juni 1928)
    - Reichskanzler Hermann Müller (28. Juni 1928–1930)

- Estland
  - Staats- und Regierungschef:
    - Staatsältester Jaan Tõnisson (1927–4. Dezember 1928, 1933) (1919–1920, 1920 Ministerpräsident)
    - Staatsältester August Rei (1919–1920, 4. Dezember 1928–1929)

- Finnland
  - Staatsoberhaupt: Präsident Lauri Kristian Relander (1925–1931)
  - Regierungschef:
    - Ministerpräsident Juho Sunila (1927–22. Dezember 1928, 1931–1932)
    - Ministerpräsident Oskari Mantere (22. Dezember 1928–1929)

- Frankreich
  - Staatsoberhaupt: Präsident Gaston Doumergue (1924–1931) (1913–1914, 1934–1944 Präsident des Ministerrats)
  - Regierungschef: Präsident des Ministerrats Raymond Poincaré (1912–1913, 1922–1924, 1926–1929) (1913–1920 Präsident)

- Griechenland
  - Staatsoberhaupt: Präsident Pavlos Kountouriotis (1924–1926, 1926–1929) (1920 Regent)
  - Regierungschef:
    - Ministerpräsident Alexandros Zaimis (1897–1899, 1901–1902, 1915, 1916, 1917, 1926–4. Juli 1928)
    - Ministerpräsident Eleftherios Venizelos (1910–1915, 1915, 1916–1917, 1917–1920, 1924–1924, 4. Juli 1928–1932, 1932, 1933)

- Irland
  - Staatsoberhaupt: König Georg V. (1922–1936)
    - Generalgouverneur
      - Timothy Michael Healy (1922–31. Januar 1928)
      - James McNeill (1. Februar 1928–1932)

  - Regierungschef: Taoiseach William Thomas Cosgrave (1922–1932)

- Italien
  - Staatsoberhaupt: König Viktor Emanuel III. (1900–1946)
  - Regierungschef: Duce Benito Mussolini (1922–1943)

- Königreich der Serben, Kroaten und Slowenen (später Jugoslawien)
  - Staatsoberhaupt: König Alexander I. (1921–1934)
  - Regierungschef:
    - Ministerpräsident Velimir Vukićević (1927–28. Juli 1928)
    - Ministerpräsident Anton Korošec (28. Juli 1928–1929)

- Lettland
  - Staatsoberhaupt: Präsident Gustavs Zemgals (1927–1930)
  - Regierungschef:
    - Ministerpräsident Marģers Skujenieks (1926–21. Januar 1928, 1931–1933)
    - Ministerpräsident Pēteris Juraševskis (21. Januar 1928–1. Dezember 1928)
    - Ministerpräsident Hugo Celmiņš (1924–1925, 1. Dezember 1928–1931)

- Liechtenstein
  - Staatsoberhaupt: Fürst Johann II. (1858–1929)
  - Regierungschef
    - Gustav Schädler (1922–28. Juni 1928)
    - Prinz Alfred (28. Juni 1928–4. August 1928) (kommissarisch)
    - Josef Hoop (4. August 1928–1945)

- Litauen
  - Staatsoberhaupt: Präsident Antanas Smetona (1918–1920, 1926–1940)
  - Regierungschef: Ministerpräsident Augustinas Voldemaras (1918, 1926–1929)

- Luxemburg
  - Staatsoberhaupt: Großherzogin Charlotte (1919–1964) (1940–1945 im Exil)
  - Regierungschef: Staatsminister Joseph Bech (1926–1937, 1953–1958)

- Monaco
  - Staatsoberhaupt: Fürst Louis II. (1922–1949)
  - Regierungschef: Staatsminister Maurice Piette (1923–1932)

- Niederlande
  - Staatsoberhaupt: Königin Wilhelmina (1890–1948) (1940–1945 im Exil)
  - Regierungschef: Ministerpräsident Dirk Jan de Geer (1926–1929, 1939–1940)

- Norwegen
  - Staatsoberhaupt: König Haakon VII. (1906–1957) (1940–1945 im Exil)
  - Regierungschef:
    - Ministerpräsident Ivar Lykke (1926–28. Januar 1928)
    - Ministerpräsident Christopher Hornsrud (28. Januar 1928–15. Februar 1928)
    - Ministerpräsident Johan Ludwig Mowinckel (1924–1926, 15. Februar 1928–1931, 1933–1935)

- Österreich
  - Staatsoberhaupt:
    - Bundespräsident Michael Hainisch (1920–10. Dezember 1928)
    - Bundespräsident Wilhelm Miklas (10. Dezember 1928–1938)

  - Regierungschef: Bundeskanzler Ignaz Seipel (1926–1929)

- Polen
  - Staatsoberhaupt: Präsident Ignacy Mościcki (1926–1939)
  - Regierungschef:
    - Präsident des Ministerrats Józef Piłsudski (1926–Juni 1928, 1930)
    - Präsident des Ministerrats Kazimierz Bartel (1926, Juni 1928–1929, 1929/1930)

- Portugal
  - Staatsoberhaupt: Präsident António Óscar de Fragoso Carmona (1926–1951)
  - Regierungschef:
    - (amtierend, Militärjunta): Ministerpräsident António Óscar de Fragoso Carmona (1926–18. April 1928)
    - Ministerpräsident José Vicente de Freitas (18. April 1928–1929)

- Rumänien
  - Staatsoberhaupt: König Michael I. (1927–1930, 1940–1947)
  - Regierungschef:
    - Ministerpräsident Vintilă Brătianu (1927–11. November 1928)
    - Ministerpräsident Iuliu Maniu (11. November 1928–1930)

- San Marino
  - Capitani Reggenti:
    - Marino Rossi (1920, 1. Oktober 1927–1928, 1934, 1937–1938) und Nelson Burgagni (1. Oktober 1927–1928)
    - Domenico Suzzi Valli (1909, 1913–1914, 1. April 1928–1. Oktober 1928, 1931–1932) und Francesco Pasquali (1907, 1912, 1919–1920, 1. April 1928–1. Oktober 1928)
    - Francesco Morri (1918–1919, 1924–1925, 1. Oktober 1928–1929, 1933, 1936–1937) und Melchiorre Filippi (1. Oktober 1928–1929, 1933–1934)

  - Regierungschef: Außenminister Giuliano Gozi (1918–1943)

- Schweden
  - Staatsoberhaupt: König Gustav V. (1907–1950)
  - Regierungschef:
    - Ministerpräsident Carl Gustaf Ekman (1926–2. Oktober 1928)
    - Ministerpräsident Arvid Lindman (2. Oktober 1928–1930)

- Schweiz[1]
  - Bundespräsident: Edmund Schulthess (1917, 1921, 1928, 1933)
  - Bundesrat:
    - Giuseppe Motta (1911–1940)
    - Edmund Schulthess (1912–1935)
    - Robert Haab (1918–1929)
    - Ernest Chuard (1920–31. Dezember 1928)
    - Jean-Marie Musy (1920–1934)
    - Karl Scheurer (1920–1929)
    - Heinrich Häberlin (1920–1934)

- Sowjetunion
  - Parteichef: Generalsekretär der KPdSU Josef Stalin (1922–1953)
  - Staatsoberhaupt: Vorsitzender des Präsidiums des obersten Sowjets Michail Iwanowitsch Kalinin (1922–1946)
  - Regierungschef: Vorsitzender des Ministerrats Alexei Rykow (1924–1930)

- Spanien
  - Staatsoberhaupt: König Alfons XIII. (1886–1941)
  - Regierungschef: Regierungspräsident Miguel Primo de Rivera Orbaneja (1923–1930)

- Tschechoslowakei
  - Staatsoberhaupt: Präsident Tomáš Masaryk (1918–1935)
  - Regierungschef: Ministerpräsident Antonín Švehla (1922–1926, 1926–1929)

- Türkei
  - Staatsoberhaupt: Präsident Mustafa Kemal (1923–1938)
  - Regierungschef: Ministerpräsident İsmet İnönü (1923–1924, 1925–1937, 1961–1965)

- Ungarn
  - Staatsoberhaupt: Reichsverweser Miklós Horthy (1920–1944)
  - Regierungschef: Ministerpräsident István Bethlen (1921–1931)

- Vatikanstadt
  - Staatsoberhaupt: Papst Pius XI. (11. Februar 1922–1939)
  - Regierungschef: Kardinalstaatssekretär Pietro Gasparri (1914–1930)

- Vereinigtes Königreich
  - Staatsoberhaupt: König Georg V. (1910–1936)
  - Regierungschef: Premierminister Stanley Baldwin (1923–1924, 1924–1929)